# Roca de la Coma (Abella de la Conca)
La Roca de la Coma és una formació rocosa del terme d'Abella de la Conca, a la comarca del Pallars Jussà.
Està situada a ponent del poble d'Abella de la Conca, parcialment paral·lela -convergent sobre el mateix poble i divergent conforme se n'allunya- a la Serra de Monteguida. És damunt de la riba dreta del riu d'Abella, i constitueix tota la cara nord, mirant a Monteguida, dels turons que delimiten la vall del riu pel costat nord.
És, per tant, el vessant septentrional que correspon a la carena formada, d'orient a occident, per la Roca de Viella, el Pas de Finestres i la Roca de la Casa Vella.Tota la seva part superior és dins de la partida d'Ordins.
Roca de la Coma és un topònim romànic descriptiu: es tracta d'una roca allargassada situada ha costat septentrional de la partida de la Coma, de manera que la tanca pel nord.